# Ева Липска
Ѐва Лѝпска (на полски: Ewa Lipska) е полска поетеса и фейлетонистка, сред най-важните съвременни европейски поети, чието име се свързва с полската „Нова вълна“.

## Биография
Тя е съосновател на литературното списание „Писмо“ (на полски: Pismo) и член на редакторския екип от 1981 до 1983 г. В периода 1983 – 1984 г. прекарва година в Западен Берлин благодарение на стипендия от Германската организация за академичен обмен (на немски: Deutscher Akademischer Austauschdienst, DAAD).
След като завършва Художествената академия в Краков, в периода 1970 – 1980 г. работи като редактор в издателство „Видавнѝцтво Литера̀цке“, а през 90-те години на изминалия век – в Полския културен институт във Виена.

## Творчество
Липска прави своя литературен дебют през 1967 г. със стихосбирката „Вьѐрше" (Wiersze). Автор е на повече от 20 стихосбирки и няколко антологии, сред които „Зоомагазини“ (Sklepy zoologiczne) (2002 г.) и „Някъде другаде“ (Gdzie indziej) (2005 г.). През 2009 г. излиза първият ѝ роман – „Сефер“ (Sefer).

### Произведения[5]

#### Поезия
- „Wiersze“, (Варшава, 1967 г.)
- „Drugi zbiór wierszy“, (Варшава, 1970 г.)
- „Trzeci zbiór wierszy“, (Варашава, 1972 г.)
- „Czwarty zbiór wierszy“, (Варшава, 1974 г.)
- „Piąty zbiór wierszy“, (Варшава, 1978 г.)
- „Dom spokojnej młodości“, (Краков, 1979 г.)
- „Żywa śmierć“, (Краков, 1979 г.)
  - Живата смърт[6]
- „Poezje wybrane“, (Варшава, 1981 г.)
- „Nie o śmierć tutaj chodzi, lecz o biały kordonek“, (Краков, 1982 г.)
- „Przechowalnia ciemności“, (Варшава, 1985 г.)
- „Utwory wybrane“, (Краков, 1986 г.)
- „Strefa ograniczonego postoju“, (Варшава, 1990 г.)
- „Wakacje mizantropa. Utwory wybrane“, (Краков, 1993 г.)
- „Stypendyści czasu“, (Вроцлав, 1994 г.)
- „Wspólnicy zielonego wiatraczka“, (Краков, 1996 г.)
- „Ludzie dla początkujących“, (Познан, 1997 г.)
- „Życie zastępcze“, (Краков, 1998 г.)
- „Godziny poza godzinami“, (Варшава, 1998 г.)
- „1999“, (Краков, 1999 г.)
- „Białe truskawki“, (Краков, 2000 г.)
- „Sklepy zoologiczne“, (Краков, 2001 г.)
- „Uwaga: stopień“, (Краков, 2002 г.)
- „Sekwens“, (Варшава, 2003 г.)
- „Ja“, (Краков, 2003 г.)
- „Gdzie indziej“, (Краков, 2004 г.)
- „Z daleka“, (Люблин, 2005 г.)
- „Drzazga“, (Краков, 2006 г.)
- „Pomarańcza Newtona“, (Краков, 2007 г.)
  - Портокалът на Нютон и други стихотворения. Стигмати. 2012, 192 с. ISBN 978-954-336-128-1 (превод Вера Деянова)[7]
- „Pogłos“, (Краков, 2010 г.)
- „Droga pani Schubert...“, (Краков, 2012 г.)

#### Проза
- „Sefer“ – роман (Краков, 2009 г.)